# Elhovo Gap
Das Elhovo Gap (englisch; bulgarisch Елховска седловина Elchowska sedlowina) ist ein 420 m hoher und in westsüdwest-ostnordöstlicher Ausrichtung 1 km langer Bergsattel in den Gleaner Heights auf der Livingston-Insel im Archipel der Südlichen Shetlandinseln. Er ist Teil der Überlandroute vom Bowles Ridge zu den Vidin Heights.
Die bulgarische Kommission für Antarktische Geographische Namen benannte ihn 2002 nach der bulgarischen Stadt Elchowo im Südosten Bulgariens.